# نمیریو
شهر نمیریو (به اوکراینی: Немирів) در استان وینیتسیا در کشور اوکراین واقع شده‌است. جمعیت این شهر ۱۲٬۰۸۲ نفر  است.